# Comitat de Torda
Le comitat de Torda (Torda vármegye en hongrois, comitatul Turda en roumain, Komitat Thorenburg en allemand, comitatus Thordiensis en latin) est un  comitat du royaume de Hongrie et de la principauté de Transylvanie qui a existé entre le XIIIe siècle et 1784. Son chef-lieu était la ville de Torda, aujourd'hui Turda, en Roumanie.

## Histoire
Apparu au XIIIe siècle, le comitat de Torda disparaît en 1784 lors de l'établissement des nouveaux Bezirke par l'empereur Joseph II d'Autriche. Après le Compromis austro-hongrois de 1867 qui supprime la principauté de Transylvanie, son territoire contribua, avec le siège de Marosszék, à la formation des nouveaux comitats de Torda-Aranyos et de Maros-Torda.